# Notocampsis ferruginea
Notocampsis ferruginea är en stekelart som beskrevs av Alfred Byrd Graf och Kumagai 2002. Notocampsis ferruginea ingår i släktet Notocampsis och familjen brokparasitsteklar. Inga underarter finns listade i Catalogue of Life.